# Guy I. od Soissonsa
Guy I. (fr. Guy Ier; ? — nakon 986.) bio je francuski plemić, grof Soissonsa.
Njegovi roditelji su najvjerojatnije bili grof Herbert II. i njegova supruga, grofica Adela (kći franačkog kralja Roberta I.); druga mogućnost je ta da je Guy bio sin grofa Adalberta I. i Gerberge od Lotaringije te tako unuk Herberta II.
Guy je spomenut u povelji iz 974. godine koju je izdao kralj Franaka Lotar, a kojom se potvrđuju povlastice samostana Saint-Thierry blizu Reimsa. Lotar je također potvrdio povlastice samostanu Saint-Eloy de Noyon, u čast jednog Guyevog nećaka, Liudolfa od Vermandoisa. Guy je čak osnovao opatiju blizu Péronnea te je posjetio Rim. 
Supruga grofa Guya bila je gospa Adelisa, koja je navodno bila kći grofa Gilberta. Guy i Adelisa su bili roditelji grofice Adelise od Soissonsa.